# Inhambu-de-pé-cinza
O inhambu-de-pé-cinza ou inambu-de-pé-cinza (Crypturellus duidae) é uma espécie de tinamídeo confinado às florestas do noroeste da Amazônia colombiana e sul da Venezuela. No Brasil ocorre apenas no extremo norte na região da Cabeça do Cachorro e rio Papuri, afluente do Uaupés. Habita as florestas chuvosas de terras baixas (baixadas) e também matas arbustivas com solo arenoso.
Ocorre numa faixa de altitude de até 500 m aproximadamente. Alimenta-se de sementes e invertebrados. É ave cinegética.
Alguns autores o consideram uma subespécie do jaó-do-sul (Crypturellus noctivagus), sendo também muito próximo ao inhambu-de-perna-vermelha (Crypturellus erythropus), não sendo, porém, reconhecida oficialmente nenhuma subespécie em C. duidae. Nesta espécie o dimorfismo sexual é quase que imperceptível visualmente.